# Haskins (Ohio)
Pour les articles homonymes, voir Haskins.
Haskins est un village américain situé dans le comté de Wood, dans l’Ohio. Selon le recensement de 2010, sa population est de 1 188 habitants.